# Paweł Wojnar
Paweł Wojnar (ur. 1881, zm. 1969) – polski przywódca i pastor zielonoświątkowy, w latach 1938–1945 prezes Związku Stanowczych Chrześcijan, więzień obozu koncentracyjnego Dachau.

## Życiorys
We wczesnym okresie życia był działaczem Społeczności Chrześcijańskiej na Śląsku Cieszyńskim, z której został usunięty po roku 1907 z powodu krzewienia przeżyć właściwych ruchowi zielonoświątkowemu. Był podoficerem armii austriackiej i w tym charakterze od 1909 odbył szereg podróży do wielu miejsc cesarstwa, które wykorzystywał do nawiązywania kontaktów religijnych i promowania bliskiego mu stylu pobożności. Zapoczątkował powstanie w 1917 zboru ewangelikalnego w Lublinie, który później działał w ramach Zrzeszenia Zwolenników Nauki Pierwotnych Chrześcijan, a obecnie jest zborem Kościoła Ewangelicznych Chrześcijan.
Po powrocie na Śląsk Cieszyński włączył się w działalność Związku Stanowczych Chrześcijan. W 1938 stanął na jego czele jako prezes Związku i pozostawał na tym stanowisku do 1945. Po rozpoczęciu okupacji niemieckiej, ze względu na odmowę podpisania volkslisty został osadzony w obozie koncentracyjnym Dachau, gdzie przebywał w latach 1940-1942.